# Polikarpov R–5
Az R–5 az 1930-as években alkalmazott szovjet kétszemélyes, kétfedelű felderítő és könnyűbombázó repülőgép. Több mint 7000 db példányt gyártottak a típusból.

## Története
A repülőgépet a Nyikolaj Polikarpov vezetése alatt álló Központi Tervezőirodában (CKB) az 1920-as évek második felében tervezték az angol D.H.9A könnyű bombázó Szovjetunióban gyártott változata, az R–1 leváltására. A fából készült teljes méretű makett 1927 nyarának végére készült el, majd a CKB tervezőirodának is helyet adó 25. sz. Állami Repülőgépgyár 1928-ban elkészítette a prototípust, amely szeptemberben repült először. Az első prototípus még a Németországban gyártott BMW VI típusú V12 hengerelrendezésű motorral repült. Az 1929-ben lezajlott repülési próbákat követően, 1930-ban kezdődött el a gyártása. A sorozatgyártású példányokba a BMW VI motor szovjet licenc-gyártású változatát, a Mikulin M–17 motort építették. A sorozatgyártás alatt számos speciális típusváltozatát alakították ki, többek között a polgári légi közlekedés számára is gyártották szállító repülőgépként.
Az R–5 jelentős módosításával fejlesztették ki az 1935-től gyártott R–Z felderítő és könnyű bombázó repülőgépet.

## Alkalmazása
A repülőgépet 1931-ben rendszeresítették a Vörös Hadseregben, amely az R–5 különféle változataiból összesen mintegy 5 ezer darabot állított szolgálatba. Az R–5 a szovjet légierő alapvető felderítő és könnyű bombázó típusa volt az 1930-as években. Több mint 100 repülőezred volt ezzel a típussal felfegyverezve.
Első harci alkalmazására a spanyol polgárháborúban került sor, a köztársasági csapatok oldalán. A Szovjetunió 31 db R–5-t szállított Spanyolországba. A gépek 1936 novemberében érkeztek meg és rövidesen be is vetették őket. A repülőgép azonban lassúnak bizonyul, ezért később csak éjszakai bombázóként alkalmazták. A polgárháború végére, 1939-re Spanyolországban már csak hét példány volt üzemképes állapotban. 
A Szovjetunió először 1939-ben, a japán és szovjet csapatok között vívott Halhín-goli csatában alkalmazta az R–5-öt harci körülmények között. Ezt követően az 1939–1940-es téli háborúban vett részt, ahol a finnek több példányt zsákmányoltak, de nem használták őket. A típus a második világháború alatt is szolgálatban maradt, de már csak kisegítő feladatkörben, éjszakai bombázó és futár repülőgépként alkalmazták. A Szovjetunióban 1944-ben vonták ki végleg a hadrendből.
A repülőgép polgári változatából, a P–5-ből az Aeroflot mintegy ezer darabot használt teher- és személyszállításra. A teherszállító változat a pilótafülke mögötti tehertérben 400 kg-nyi terhet szállíthatott. Az utasszállító változat a megnagyobbított hátsó pilótafülkében két utast szállíthatott, egyes példányain már zárt utaskabint alakítottak ki. A repülőgéphez a szárnyak alá függeszthető utaskonténert is kifejlesztettek. A két konténerben hét–hét utast lehetett elhelyezni, így a törzsben lévő utaskabinnal együtt 16 utast is szállíthatott. A polgári változat még a második világháborút követő években is szolgálatban maradt.
1934-ben egy sítalpakkal és utas-konténerekkel felszerelt P–5 kulcsszerepet játszott az északi sarkvidéken a jég fogságába került Cseljuszkin gőzős személyzetének kimentésében.
Néhány példányt Irán és Törökország légiereje is alkalmazott.

## Szerkezeti kialakítása és műszaki jellemzői
Az R–5 kétfedelű, fából épített repülőgép. A törzs fa rácsszerkezet, melyet vászonnal borítottak. A szárnyak szintén faszerkezetek, rétegeslemez borítással. Egyes modernizált változatain a törzs hátsó része már faépítésű félhéj-szerkezet volt. Korlátozottan fémet is használtak a sárkányszerkezetnél, így például a motor burkolata és a szárny egyes elemei duralból készültek. Futóműve hagyományos, hárompontos. Néhány példányát ellátták VOZ–111, vagy 14SZK típusú rádió adó-vevővel. Az éjszakai bombázónak használt repülőgépek bal alsó szárnya alá 2 db 100 W teljesítményű leszálló fényszórót szereltek.
A sorozatgyártású repülőgépekbe a német BMW VI típusú V12-es folyadékhűtésű motor Szovjetunióban licenc alapján gyártott változatát, a Mikulin M–17 motort építették, amely egy 3,25 m átmérőjű fa légcsavart hajtott.
Az R–5 alapváltozat fegyverzete 1 db mereven rögzített, légcsavarkörön keresztül, előre tüzelő 7,62 mm-es PV–1 géppuska, valamint a hátsó pilótakabin mögött, forgathatóan felszerelt 1 db DA géppuska volt. A szárnyak alatt elhelyezett bombazárakra összesen 400 kg-nyi bombaterhelést lehetett függeszteni. Erre a célra a törzs alá két db DER–6, a szárnyakra 8 db DER–7 bombazárat szereltek fel. A későbbi, modernizált változatokon a PV–1 géppuska helyett SKASZ géppuskákat építettek be, és növelték a bombaterhelést is. Az egyes speciális típusváltozatok fegyverzete igen változatos volt. A csatarepülő változatoknál a szárnyakra is szereltek géppuskákat.  

## Típusváltozatok

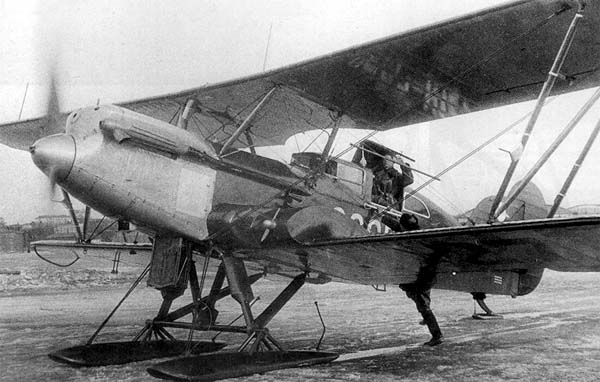
A sarkvidéki expedíciókhoz kialakított speciális változat, az AKR–5

- R–5 – Az alapváltozat. Az első példányokat Klimov M–17B, az 1933 után gyártottakat M–17F motorokkal látták el. Összesen 4914 db-t gyártottak.
- R–5S (Sturmovik) – Földi célok támadására kialakított csatarepülő változat, kiegészítő fegyverzettel ellátva.
- R–5a – Úszótalpakkal felszerelt hidroplán-változat. MR–5 és MR–5bisz típusjelzéssel is ismert. 1934–1935 között 111 db-t építettek.
- R–5T – Torpedóvető változat. A futóművet úgy alakították ki, hogy a torpedót a törzs alá lehessen  függeszteni. 50 db-t gyártottak.
- R–5SZSZSZ – Az R–5 javított, továbbfejlesztett változata. Csökkentették a légellenállást és növelték a fegyverzet tűzerejét. Több mint 100 db készült belőle 1935–1936 között. SZSZSZ típusjellel is ismert.
- R–5D – Távolsági repülési rekordok elérésére kialakított speciális változat, csak egy darabot építettek.
- R–5 Jumo – Német Jukers-dízelmotorral felszerelt kísérleti változat. Csak egy prototípus épült meg.
- P–5 – Az Aeroflot részére kialakított szállító változat, Mikulin M–17B motorral felszerelve. 1940-ig mintegy 1000 db-t gyártottak ebből a változatból.
- P–5a – A P–5 úszótalpakkal felszerelt változata. Csak kis példányszámban gyártották.
- R–5L (Limuzin) – Két fő számára kialakított utaskabinnal ellátott változat, néhány db készült belőle 1931-ben.

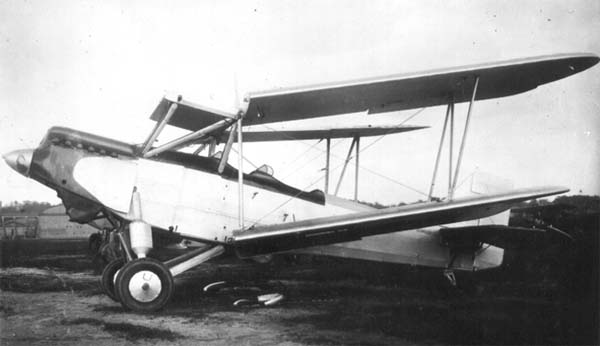
Behajtható szárnyakkal felszerelt változat, a SON

- P–5L – Korszerűsített utasszállító változat. Néhány példányt építettek 1933-ban.
- PR–5 – Modernizált utasszállító változat. Fából készült félhéj szerkezetű törzzsel, négy fő számára kialakított zárt utaskabinnal. 210 db-t alakítottak át ilyen kivitelűre.
- PR–12 – Az RP–5-n alapuló változat. Csak egy db készült 1938-ban.
- ARK–5 – Sarkvidéki repülésekre kialakított változat, zárt és fűthető pilótafülkével. A szárnyak alá és a törzs két oldalára áramvonalas teherszállító konténereket szereltek.
- LS (Ljogkij sturmovik)[1] – Földi célpontok támadására kifejlesztett, könnyű fegyverzettel ellátott csatarepülőgép. Dmitrij Grigorovics vezetésével alakították ki, csak egy db készült 1930-ban.
- TS–1 (Tyazsolij sturmovik)[2] – Az R–5-ön alapuló, nehéz fegyverzettel felszerelt csatarepülő változat. Helyenként 6 mm-es páncélzatot kapott. Grigorovics vezetésével építették meg. Csak három prototípus készült. Összesen 10 db 7,62 mm-es géppuskát építettek az alsó szárnyak alá, valamint egy 7,62 mm-es DP géppuskát a második pilótakabinhoz, a légi lövész számára.
- TS–2 – A TS–1 módosított változata új, nagyobb fesztávolságú szárnyakkal. Fegyverzete 11 db 7,62 mm-es PV–1 géppuska volt. 10 db-t építettek.
- SON (Sturmovik oszobogo naznacsenyija)[3] – Szétszerelhető és behajtható szárnyakkal ellátott könnyű csatarepülőgép, amelyet repülőgép-hordozón történő üzemeltetésre szántak. A törzs alsó része a motor és a pilótafülkék alatt páncélzatot kapott. 30 db-t rendeltek,  a repülőgép-hordozók építésének elvetését követően a programmal felhagytak, csak egy prototípus készült.

## Műszaki adatok (R–5, 1930-ban gyártott első sorozat)

### Tömeg- és méretadatok
- Hossz: 10,56 m
- Fesztáv: 15,5 m
- Szárnyfelület: 50,2 m²
- Üres tömeg: 1969 kg
- Felszálló tömeg: 3247 kg

### Motor
- Száma: 1 db
- Típusa: Mikulin M–17B V12-es folyadékhűtésű benzinmotor
- Teljesítménye: 507 kW (680 Le)

### Repülési adatok
- Legnagyobb sebesség: 228 km/h
- Leszálló sebesség: 104 km/h
- Szárny felületi terhelése: 64,7 kg/m²
- Hatótávolság: 800 km
- Szolgálati csúcsmagasság: 6400 m